# Campylomormyrus numenius
Campylomormyrus numenius är en fiskart som först beskrevs av Boulenger, 1898.  Campylomormyrus numenius ingår i släktet Campylomormyrus och familjen Mormyridae. IUCN kategoriserar arten globalt som livskraftig. Inga underarter finns listade.